# Ga Hyeonchungno
Ga Hyeonchungno là ga của Tàu điện ngầm Daegu tuyến 1 ở Nam-gu, Daegu Hàn Quốc.

## Hành khách mỗi năm
| Năm  | Hành khách    |
| ---- | ------------- |
| 1997 | 2303          |
| 1998 | 2795          |
| 1999 | 2955          |
| 2000 | Không công bố |
| 2001 | 2851          |
| 2002 | 3065          |
| 2003 | 1658          |
| 2004 | 2830          |
| 2005 | 2951          |
| 2006 | 3629          |
| 2007 | 3493          |
| 2008 | 3491          |
| 2009 | 3379          |

## Liên kết
- (tiếng Hàn) Thông tin trạm Lưu trữ ngày 9 tháng 10 năm 2013 tại archive.today từ Tổng công ty đường sắt cao tốc đô thị Daegu